# Paranandra interrupta
Paranandra interrupta là một loài bọ cánh cứng trong họ Cerambycidae.